# Sornac
Sornac é uma comuna francesa na região administrativa da Nova Aquitânia, no departamento de Corrèze. Estende-se por uma área de 59,48 km². Em 2010 a comuna tinha 769 habitantes (densidade: 12,9 hab./km²).